# ATmega128
ATmega128 — 8-бітні мікроконтролери прогресивної архітектури RISC. Відносяться до родини megaAVR та належать до архітектури AVR розробленої компанією Atmel.

## Опис
8-бітний мікроконтролер.

## Використання
- Апаратна платформа для протоколу ICMP[1].

## Таймери-лічильники
У мікроконтролері Атmega128 містяться 4 апаратних таймери/лічильники (Т0 — Т3), з яких Т0 і Т2 є 8 -розрядними, а Т1 і Т3 — 16- розрядними.
До складу таймерів/лічильників входять 3 основних регістри введення/виведення: рахунковий регістр TCNTx; регістр керування TCCRx; регістр порівняння OCRx. Додатково для керування перериваннями від таймерів/лічильників використовуються регістри TIMSK і TIFR.

## Переривання

### Вектор перериваня
У мікроконтролері AVR ATmega128 таблиця векторів переривань розміщена, починаючи з адреси $0002.
Положення вектора в таблиці переривань визначає пріоритет відповідного переривання, який зменшується із збільшенням адреси в таблиці переривання, тобто чим менша адреса — тим вищий пріоритет.

### Обробка
При виникненні переривання мікроконтролер зберігає в стеку вмісту лічильника команд РС і завантажує в нього адресу відповідного вектора переривання, в якому, як правило, міститься команда безумовного переходу до підпрограми обробки переривання. Останньою командою підпрограми-обробника переривань має бути команда reti, яка забезпечує повернення в основну програму шляхом відновлення значення заздалегідь збереженого лічильника команд.

## Відлагоджувальні плати
- ATmega128kit;
- BK-AVR128;
- «Minimalistic» ATmega128.